# فرخ زاد (نقدة)
فرخ‌ زاد هي قرية في مقاطعة نقدة، إيران. عدد سكان هذه القرية هو 1,077 في سنة 2006.